# 耶律馬六
耶律馬六（?—?），字揚隐。辽国政治人物。契丹人。孟父楚国王後裔。
耶律馬六性格宽容好諧謔，親朋友人相会一座傾倒，他对名利恬淡。他和耶律弘古刺血交友，耶律弘古为惕隐，推薦他補任宿直官。重熙元年（1032年）转任旗鼓拽剌詳隐。重熙三年（1034年），转任崇德宮使。重熙五年（1036年）四月，耶律馬六为惕隐。重熙七年（1038年），任北院宣徽使。辽興宗对他非常寵遇，常常称呼他为兄长。後任西京留守。重熙十五年（1046年），任漢人行宮都部署。官至遼興軍節度使，去世。享年七十岁。其子耶律奴古達，任南京宣徽使。

## 延伸阅读
[在维基数据编辑]
 《遼史·卷95》，出自脱脱《遼史》